# Sehnsucht nach Rimini
Sehnsucht nach Rimini ist ein deutscher Fernsehfilm aus dem Jahr 2007.

## Handlung
Susanne Eppstein ist Leiterin des insolventen Familienbusunternehmens Toeplitz Reisen. 
Um die Insolvenz zu vermeiden, will sie mit Konkurrent Max Thomas Wolf fusionieren, um bei der Bank einen dringend benötigten Kredit zu bekommen. Damit stößt sie bei ihrer Mutter Marianne Toeplitz, die gerade aus der Reha heimgekehrt ist, auf kein Verständnis.
Gleichzeitig kehrt Susannes Tochter Nellie aus dem Internat heim und freut sich auf eine Rimini-Reise mit ihrem Freund Julian. Doch muss Nellie erfahren, dass Susanne wegen ihrer Englischnote einen Englandaufenthalt für sie gebucht hat. Kurzentschlossen brechen Marianne, die als junge Frau in Rimini in einen jungen Mann namens Giuseppe verliebt war, und Nellie zu einem gemeinsamen Trip nach Rimini auf. Spontan fahren Susanne und ihr Ex-Mann Jan, der als Arzt eine Karrierechance in Chicago hat, den beiden Frauen hinterher.
Unterwegs freunden sich Marianne und Nellie mit einer amerikanischen Reisegesellschaft an. Als sie in einem Hotel übernachten, trifft Marianne einen früheren Freund namens Sepp wieder, während Nellie den jungen Lucca kennenlernt. Calvin Baker, der zur Reisegruppe gehört, bietet Marianne an, ihr Busunternehmen aufzukaufen. Sepp bittet die beiden Frauen, Lucca zum Gardasee mitzunehmen, wo Luccas Mutter Maria ihren Geburtstag feiert. Währenddessen treffen Susanne und Jan in dem Hotel ein, wo Marianne und Nellie übernachtet haben, wo Sepp ihnen mitteilt, wohin die beiden Frauen unterwegs sind.
Auf Marias Geburtstag trifft sich die Familie wieder. Während Max Thomas ohne Susannes Wissen mit der Konkurrenz fusioniert, beschließt Susanne, aus dem Unternehmen auszusteigen und sich einen Job zu suchen.
In Rimini lernen Susanne und Jan Mariannes einstigen Freund Giuseppe, Luccas Großvater, kennen. Währenddessen trifft Nellie auf einer Strandpartie Julian wieder, der inzwischen eine neue Freundin hat. Marianne und Giuseppe schwelgen in Erinnerungen, während Jan mit dem Gedanken spielt, es wieder mit Susanne zu versuchen. Marianne beschließt, mit Giuseppe an den Gardasee zu ziehen und Susanne das Unternehmen zu überlassen.
Susanne ist schockiert, als sie von Max Thomas Vorgehen hinter ihrem Rücken erfährt. Als sie ihre Mutter um Hilfe bittet, muss diese schweren Herzens den Venedigbesuch absagen, den sie und Giuseppe einst verpasst haben und jetzt nachholen wollten. Sie arbeitet ein Angebot an Calvin Baker aus, das dieser nicht ablehnen kann. Danach bricht sie zusammen und muss ins Krankenhaus. Als sie wieder nach Hause kommt, kommt Giuseppe zu Besuch. Beide holen nun den verpassten Venedigbesuch nach. Jan macht sich in Deutschland selbständig.